# أبقد (تشناران)
أبقد (بالفارسية: ابقد) هي قرية تقع في قسم غلمكان الريفي (مقاطعة تشناران) في إيران. يقدر عدد سكانها بـ 422 نسمة بحسب إحصاء 2016.